# Plagithmysus finschi
Plagithmysus finschi là một loài bọ cánh cứng trong họ Cerambycidae.